# Geodia libera
Espèce
Geodia libera est une espèce d'éponges de la famille des Geodiidae.

## Taxonomie
L'espèce est décrite par Jane Stephens en 1915,.

## Distribution
Geodia libera est présente dans l'Océan Atlantique sud. Son holotype est récolté au large du Namaqualand, sur la côte ouest de l'Afrique du Sud.